# Estació de South Harrow

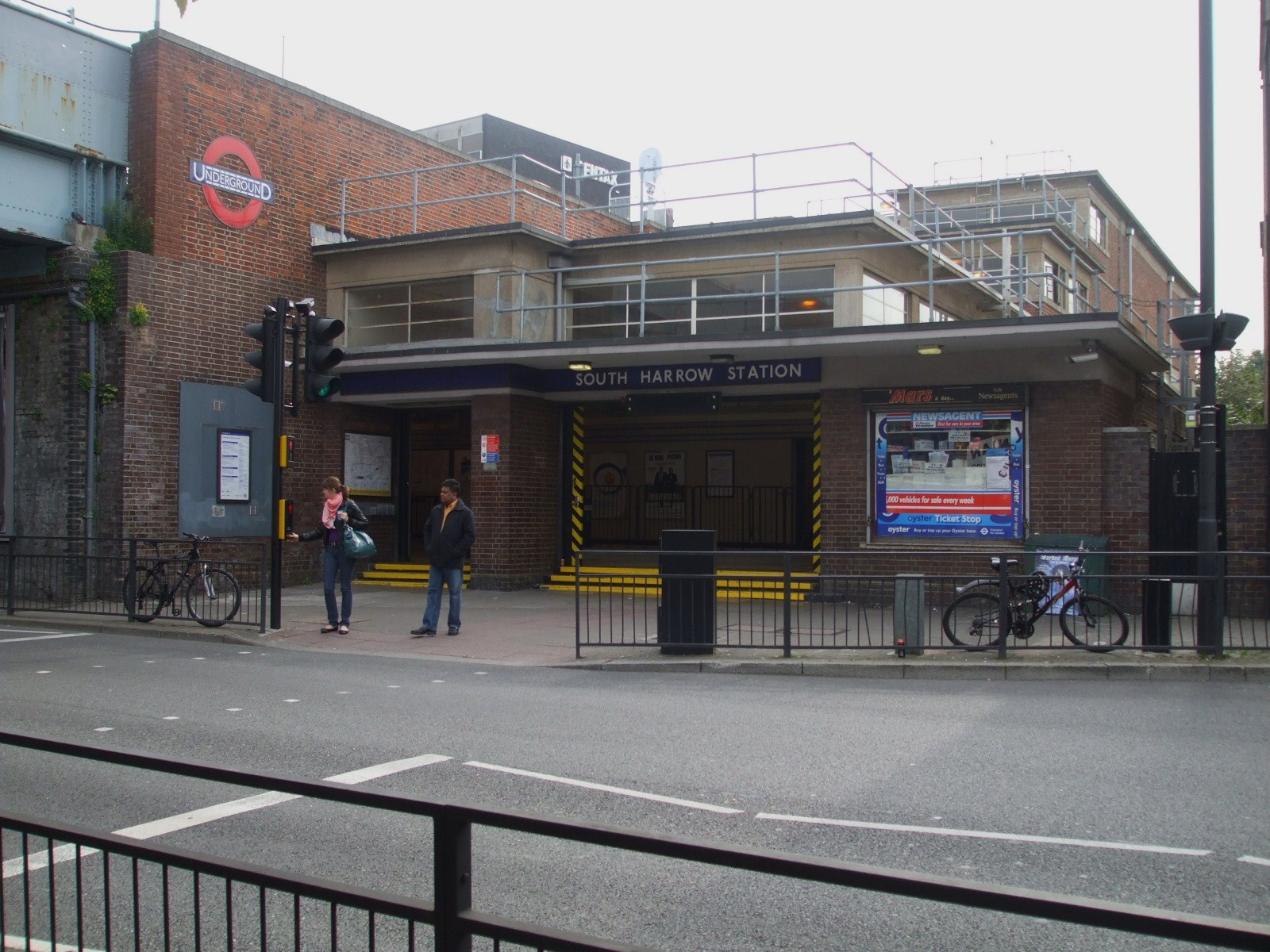
Entrada sud

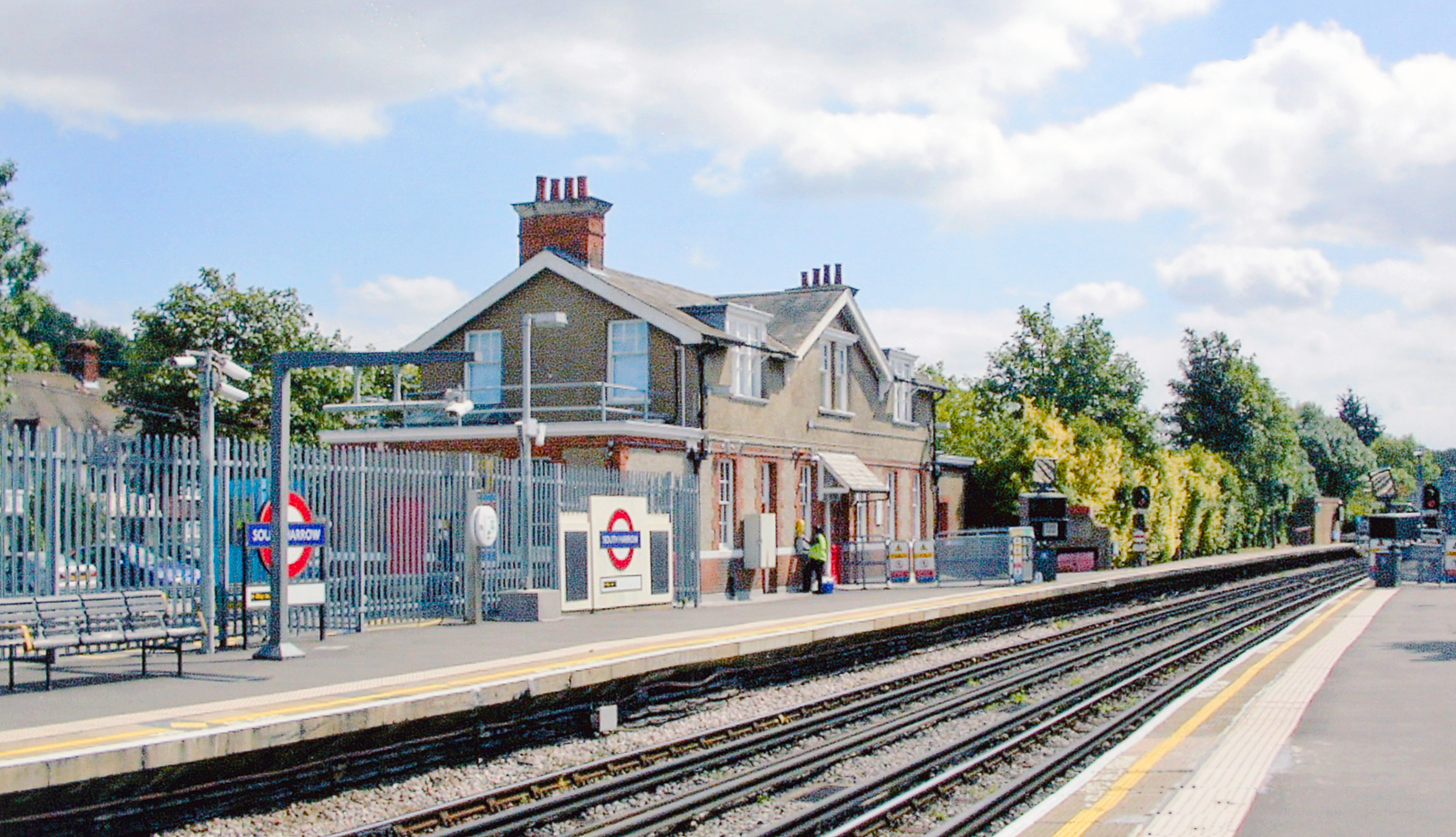
Vista de l'andana

L'estació de metro de South Harrow, South Harrow tube station, del metro de Londres és una branca de la Piccadilly line. Aquesta estació es troba entre Sudbury Hill i Rayners Lane. Està a la zona Travelcard Zone 5.

## Història
L'estació South Harrow es va inaugurar el 28 de juny de 1903 per la District Railway (DR, actualment la District line) com a final de la seva nova extensió des de Park Royal & Twyford Abbey.
Aquesta nova extensió junt amb el trams ja existents d'Acton Town, van ser les primeres seccions del metro en ser mogudes per locomotores elèctriques.
L'1 de març de 1910, la DR es va ampliar fins a trobar-se ambMetropolitan Railway (MR, actualment el Metropolitan line).
El 4 de juliol de 1932, la Piccadilly line va arribar a Hammersmith.